# Vojskaja
Vojskaja (ryska: Войская) är ett vattendrag i Belarus.   Det ligger i voblasten Mahiljoŭs voblast, i den östra delen av landet, 300 km öster om huvudstaden Minsk.
I omgivningarna runt Vojskaja växer i huvudsak blandskog. Runt Vojskaja är det glesbefolkat, med 19 invånare per kvadratkilometer.